# Mislav Blagus
Mislav Blagus (Zagreb, Hrvatska, 10. lipnja 1991.) hrvatski je profesionalni hokejaš na ledu. Igra na poziciji centra.

## Karijera

### KHL Zagreb (2006. – 2009.)
Blagus karijeru započinje u KHL Zagreb gdje provodi tri sezone.

### KHL Medveščak (2009. – 2014.)
U sezoni 2009./10 prelazi u KHL Medveščak te konstantno igra u EBEL-u.

### KHL Zagreb (2014.)
Vratio se u KHL Zagreb te je kao kapetan predvodio seniore do prvog naslova prvaka nakon 1996. Bio je najbolji strijelac i MVP lige.

## Statistika karijere
Bilješka: OU = odigrane utakmice, G = gol, A = asistencija, Bod = bodovi, +/- = plus/minus, KM = kaznene minute, GV = gol s igračem više, GM = gol s igračem manje, GO = gol odluke
| 2009./10. | KHL Medveščak | EBEL | 23 | 0 | 3 | 3 | 3 | 6 | 0 | 0 | 0 |  |  |  |  |  |  |  |  |  |

## Vanjske poveznice
- Profil na Eurohockey.net